# Hendrik Waldbott van Bassenheim

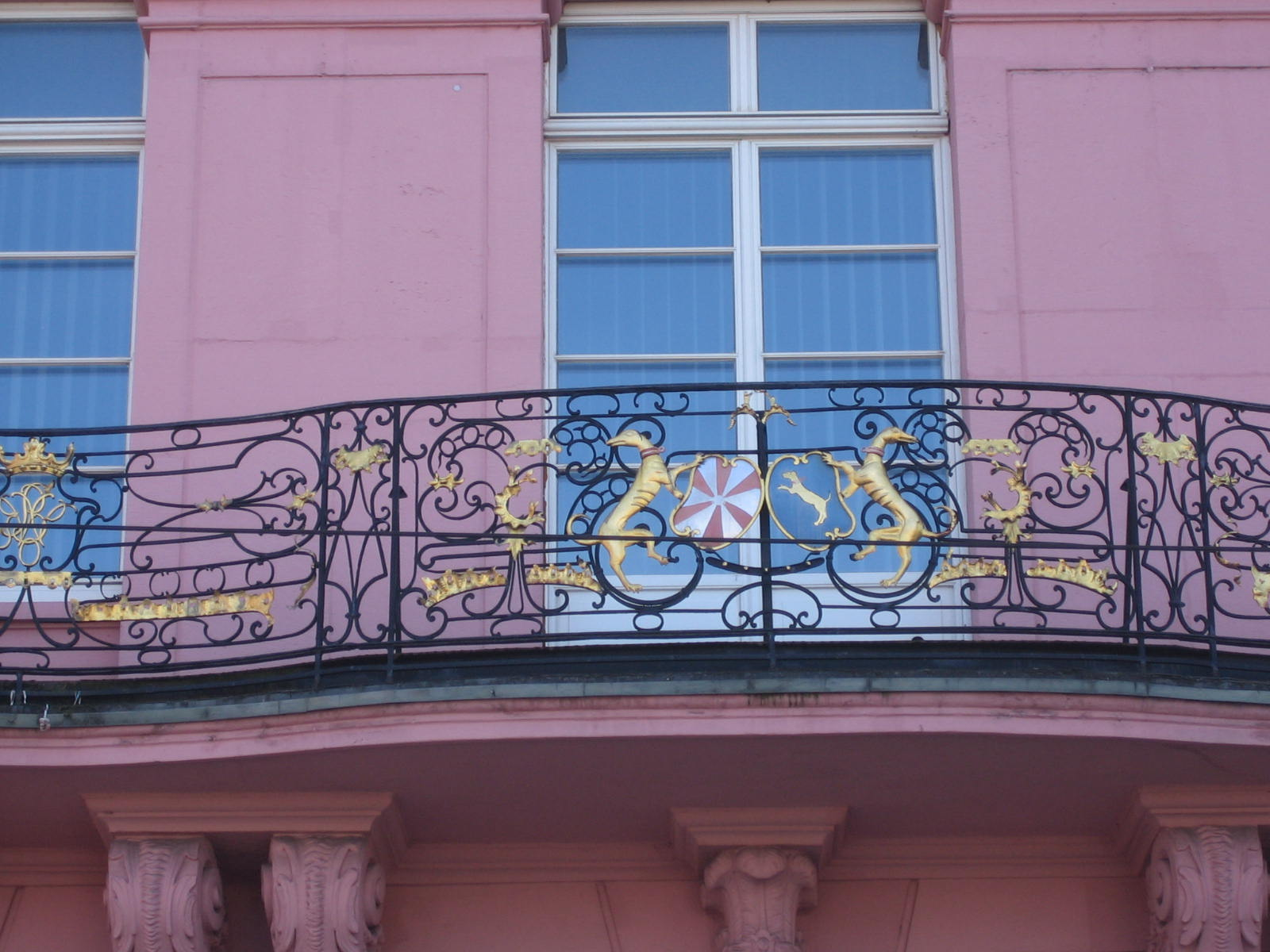
Wapenschild van de Bassenheims

Hendrik I Walpot von Bassenheim was, na de verandering van hospitaalbroederschap naar ridderorde, de eerste grootmeester (Hochmeister) van de Duitse Orde (1198- circa 1207). Veel is er niet over hem bekend, de informatie die er wel is, is vaak gebaseerd op theorieën van hedendaagse historici.
Omdat er veel geslachten met de naam Walpot zijn, was het tot minstens 1969 niet mogelijk om vast te stellen uit welke daarvan Heinrich afkomstig was. Een van de oudere theorieën veronderstelde dat hij tot de familie Walpot von Bassenheim hoorde, een ministeriaal geslacht uit het Rijnland. Ene Siegfried Walpot von Bassenheim was later Commandeur; naar hem werd in 1386 de stad Passenheim in Masuren, het tegenwoordige Pasym in Polen, genoemd. Volgens andere bronnen zou Heinrich Walpot van burgerlijke afkomst zijn geweest en uit een koopmansfamilie uit Mainz stammen.
In 1198 werd Heinrich Walpot tot de eerste grootmeester van de ridderorde gekozen. Na bemoeienis van paus Innocentius III verkreeg Heinrich in 1199 van Gilbert Hérail, grootmeester van de tempeliers, een kopie van de kloosterregels van de Orde der Tempeliers, die hij voor de Duitse Orde ging gebruiken.
Heinrich overleed op 5 november van het jaar 1207 of eerder in het Heilige Land (de datum is bekend, het precieze jaar niet). Zijn opvolger was toen al in functie. Hij werd begraven in Akko.